# Catrame

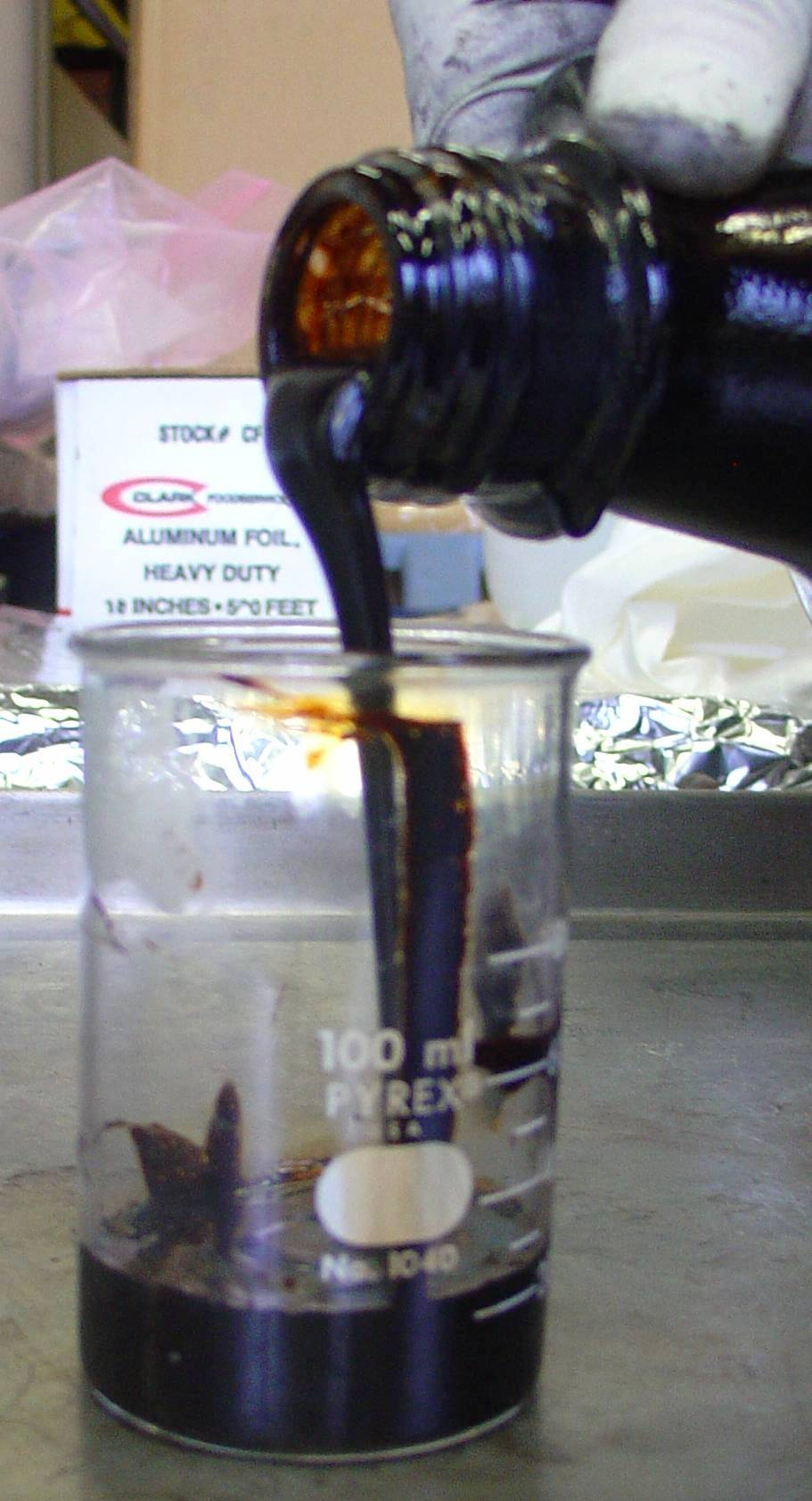
catrame prodotto da pirolisi di stoppie di mais tramite riscaldamento a microonde

Il catrame è un materiale che deriva dalla pirolisi di una qualsiasi sostanza organica. Commercialmente si intende il prodotto della distillazione del carbon fossile o di biomassa. Ad esempio, viene definito catrame il condensato di fumo grezzo anidro ed esente da nicotina che viene prodotto dalle sigarette.
Da un meeting tra UE, IEA e US-DOE tenutosi a Bruxelles nel 1998 per la creazione di un metodo di determinazione del catrame, venne stabilito che il catrame è quella sostanza costituita da composti organici con un peso molecolare superiore a quello del benzene.
L'American Society of Testing Materials definisce il catrame come un condensato bituminoso, da nero a marrone scuro, che produce quantità sostanziali di bitume quando viene fatto evaporare o viene distillato, che viene prodotto dalla distillazione distruttiva di materiali organici come carbone, lignite, torba e legno.

## Etimologia
La parola catrame deriva dall'arabo qaṭrān e venne coniata nel XIV secolo.

## Storia
Vi sono evidenze dell'uso del catrame già nel Neolitico ed è da lungo tempo utilizzato nella medicina tradizionale.
Nel 1856, William Henry Perkin sintetizzò per caso la porpora di anilina, o mauveina, a partire dal catrame di carbone, allora molto economico, ottenuto come sottoprodotto della distillazione del gas di carbone e dalla produzione di coke.
Tra il 1870 e il 1880, Paul Ehrlic utilizzò i coloranti biologici ottenuti a partire dal catrame di carbone per colorare le cellule in modo da renderle più facilmente visibili al microscopio. Fu infatti lui ad accorgersi per primo che tali composti aderivano ad alcuni tessuti e non ad altri. All'inizio del XX secolo molti dei coloranti ottenuti dal catrame di carbone avevano trovato utilizzo farmaceutico: il "rosso Congo" era utilizzato per curare reumatismi e difterite; il giallo di acridina, il rosso prontosil e il violetto di genziana diventarono agenti antibatterici.
Il catrame viene tutt'oggi prodotto in alcune zone del Marocco, Turchia e nei Paesi del Nord.

## Classificazione

### Catrame di biomassa
Diversi studi evidenziano che il catrame da biomassa viene normalmente prodotto da conifere ricche di resina, per distillazione pirolitica distruttiva. Le specie comunemente utilizzate appartengono al genere Juniperus, Thuja, Cedrus e Pinus (in particolar modo le Pinaceae). Prodotti analoghi possono essere ottenuti anche da altre forme di materia organica come la torba.

### Catrame di carbone
Viene prodotto dalla distillazione distruttiva del carbone o come sottoprodotto nella produzione di gas di carbone. In generale sono miscele complesse composte da: benzene, toluene e xilene (0-2%); fenoli, cresoli, e naftalene (16-18%); derivati del naftalene (8-10%); oli di antracene (16-20%) e pece (50%). Nel catrame di carbone sono stati identificati oltre 400 composti diversi, ma il numero totale può raggiungere anche 10.000. Si tratta di liquidi viscosi o semisolidi dall'odore caratteristico.
| Proprietà       | Catrame di carbone da forni a coke | Catrame di carbone a basse temperature | Catrame di carbone da gassificazione |
| --------------- | ---------------------------------- | -------------------------------------- | ------------------------------------ |
| Densità (20 °C) | 1,14 - 1,25                        | 0,96 - 1,05                            | 1,05 - 1,14                          |
| % Carbonio      | 90 - 92                            | 83 - 85                                | 84 - 86                              |
| % Idrogeno      | 5 - 6                              | 8 - 9,5                                | 6 - 8                                |
| % Naftalene     | 5 - 15                             | 0 - 2                                  | 2 - 4                                |
| % Fenoli        | 0,5 - 5                            | 10 - 45                                | 15 - 25                              |
| % Pece          | 45 - 65                            | 25 - 40                                | 30 - 50                              |

### Catrame minerale
Il catrame minerale fa parte della categoria dei materiali bituminosi, ed è un composto che deriva dalla distillazione secca del carbon fossile, in particolare del litantrace.

## Caratteristiche strutturali e fisiche
La composizione del catrame dipende dalle caratteristiche chimiche e fisiche del composto da cui viene prodotto, il tipo di gassificante e le condizioni di gassificazione, in particolare la temperatura. Si solidifica più velocemente dell'asfalto.
Il catrame di carbone è generalmente lievemente solubile in acqua, parzialmente solubile in acetone, disolfuro di carbonio, cloroformio, etere dietilico, etanolo, metanolo, etere di petrolio e idrossido di sodio, mentre è solubile in benzene e nitrobenzene. Se si forma a basse temperature risulta più denso dell'acqua (densità = 1,18 - 1,23).
È un composto altamente infiammabile (punto di infiammabilità = 207 °C) e corrosivo che può rilasciare gas tossici durante la combustione. Inoltre emette vapori che possono formare miscele esplosive con l'aria. Il suo potere calorifico è pari a - 405,7 x 10+5 J/kg e quando viene bruciato emette una fiamma di colore rosso intenso che produce molta fuliggine.

## Reattività e caratteristiche chimiche
Dal punto di vista chimico, il catrame è un sistema colloidale costituito per il 75% - 95% da idrocarburi policiclici aromatici ed in proporzioni minori da altre sostanze contenenti ossigeno, azoto e zolfo. Pur avendo un aspetto simile a quello del bitume, il catrame è una sostanza più concentrata e di minor pregio, a causa della maggiore instabilità chimica e termica dei suoi componenti.
Il catrame si forma quando la biomassa viene riscaldata e i legami molecolari della biomassa si rompono, le molecole più piccole diventano gassose, mentre quelle più grandi sono chiamate catrami primari. Questi catrami primari, che sono sempre frammenti del materiale originale, possono trasformarsi in: catrami secondari attraverso ulteriori reazioni alla stessa temperatura e in catrami terziari a temperature elevate.
Il passaggio dalla biomassa iniziale al catrame primario è un processo molto veloce che ha luogo a basse temperature (400° - 700°C) e forma acidi, chetosi, fenoli, guaiacoli, furani e composti simili. La formazione dei catrami secondari è un processo veloce che ha luogo a temperature comprese tra 700 °C e 850°C e forma fenoli, composti monoaromatici, idrocarburi e simili.
Infine, la formazione dei catrami terziari è un processo lento che ha luogo ad alte temperature (850° - 2000°C) che porta alla formazione di idrocarburi policiclici aromatici a due (derivati del naftalene), tre, quattro, cinque e sei anelli. Al di sopra dei 900°C si formano prevalentemente derivati del naftalene, del furfurale, dei fenoli e del benzene.

## Sintesi
Il catrame può essere ottenuto artificialmente, con ottime rese, attraverso il processo Fischer-Torpshc (1952). Tale processo permette di convertire una miscela di monossido di carbonio, ottenuto per gassificazione del carbone, e idrogeno in idrocarburi liquidi, ovvero permette di produrre combustibili sintetici che ebbero un ruolo importante nel rifornire l'aviazione tedesca e giapponese durante la Seconda Guerra Mondiale.

### Estrazione
Il processo per estrarre il catrame dai gas di combustione attraverso l'utilizzo di un catalizzatore è allo studio dagli anni '80. In linea generale tale processo prevede:
1. il metano o altri idrocarburi vengono sottoposti ad adsorbimento dissociativo su siti metallici dove verrà deidrogenati,
2. l'acqua viene adsorbita dissociativamente su un supporto ceramico determinandone l'idrossilazione,
3. alla giusta temperatura, i radicali OH migrano verso i siti metallici, portando all'ossidazione dei frammenti intermedi di idrocarburi e del carbonio superficiale in CO e H2

Il catalizzatore metallico deve possedere le seguenti caratteristiche:
- efficaci nel rimuovere il catrame
- se si vuole ottenere syngas, devono essere in grado di riformare il metano
- fornire un supporto syngas adeguato al processo
- resistere alla disattivazione causata da incrostazioni di carbonio e sinterizzazione
- facilmente rigenerabili
- robusti
- economici

Generalmente vengono utilizzati catalizzatori a base di nichel come: Ni/MgO, Ni/dolomite, Ni–WO3/MgO–CaO, Y–zeolite + NiMo, e Ni/Al2O3, Ni/ZrO2, Ni/TiO2, Ni/CeO2 + Ni/MgO. Altri catalizzatori meno utilizzati sono a base di Co, Pt, Ru e Rh.
Negli impianti a biomassa vengono utilizzati diversi metodi per la separazione dei catrami che includono processi sia fisici che chimici, tra cui: letti granulari e il filtraggio chimico dei gas, scrubber e precipitatori elettrostatici, cracking catalitico, cracking termico e rimozione al plasma ad alta tensione.

## Farmacologia e tossicologia

### Effetti del composto e usi clinici
I catrami di Juniperus phoenicea L. e di Juniperus communis L. vengono utilizzati nel trattamento di diverse malattie della pelle, tra cui la psoriasi e l'eczema, per via dei loro effetti antinfiammatori, antiproliferative e antipruriginose, in dosi comprese tra l'1% e il 5% nel caso di catrame grezzo e tra il 10% e il 20% nel caso dell'estratto di catrame. Il catrame di Juniperus phoenicea L. viene anche usato nella medicina veterinaria per il trattamento di infezioni parassitarie della pelle e del tratto intestinale.
Il catrame di Juniperus oxycedrus L. viene utilizzato nel settore cosmetico nei condizionanti per capelli e nelle fragranze, ovvero viene utilizzato nella medicina tradizionale. Il catrame di Juniperus thurifera L. viene utilizzato in medicina veterinaria come curativo, antisettico, antiparassitario e repellente per insetti. Il catrame di Tetraclinis articulata viene utilizzato nel settore cosmetico, per trattare le infezioni cutanee, le bruciature e l'eczema.
Il catrame di Pinus sylvestris viene utilizzato per trattare l'asma, mentre quello di Pinus pinaster per coprire le ferite e trattare la bronchite. Il catrame di Pinus brutia viene utilizzato per  il raffreddore comune e la tosse, mentre quelli di Pinus palustris e Pinus rigida sono utilizzati come disinfettanti e antisettici del tratto urinario e del cavo orale, nonché per trattare malattie della pelle.
I catrami di Pinus nigra e  Pinus pinea vengono utilizzati per trattare l'otalgia e le infezioni virali (es. vaiolo, sifilide), quello di Pinus halepensis viene utilizzato nella cura dell'osteomielite, mentre quello di Pinus maritima è usato per il trattamento di acne, eczema, odontalgia e come miorilassante.
I catrami di Picea abies e Pinus abies si sono dimostrati efficaci nella riduzione della sintesi del DNA e dell'attività mitotica. Il catrame di Cedrus libani è comunemente utilizzato nel trattamento del raffreddore comune e delle ulcere, nonché come diaforetico, idratante per la pelle, miorilassante, antidolorifico, antisettico per lesioni cutanee e antimicotico.
Il catrame di Cedrus atlantica viene uitlizzato in alcuni farmaci, mentre quello di Cedrus deodara viene utilizzato in medicina veterinaria nel trattamento di ulcere ed eruzioni cutanee per la rogna nei cavalli e zoccoli doloranti nel bestiame.
Il catrame di Taxus baccata viene utilizzato per trattare la scabbia, mentre quello di Calotropis procera per trattare le verruche. Il catrame di Colocynthis vulgaris viene utilizzato per trattare la scabbia negli animali, mentre quelli di Olea europaea e di Acacia tortilis come antimicotici. I catrami di Tamarix gallica, Calligonum azel e Calligonum comosum vengono utilizzati per trattare i casi di scabbia nei cammelli. Il catrame di Calligonum comosum è anche utilizzato per il trattamento dell'eczema e della tigna.

### Tossicologia
Il catrame di carbone è classificato come cancerogeno per i polmoni, pertanto il suo utilizzo in campo medico è sottoposto a serie limitazioni. Oltretutto i fenoli, presenti nel catrame, possono causare effetti mortali al cuore, effetti emolitici, effetti corrosivi, nonché problemi renali e polmonari.
Ad esempio, il catrame di sigaretta contiene benzopireni, idrocarburi policiclici aromatici, nitrosammine ed isotopi radioattivi che sono agenti cancerogeni con punti minimi e in grado di accumularsi a lungo termine. In anni recenti sono stati prodotti con livelli inferiori di catrame, nicotina, nitrsammine e altri composti potenzialmente tossici.
Numerosi studi hanno dimostrato che l'esposizione a catrami di carbone e loro distillati possono portare a tumori cutanei, incluso il tumore ai testicoli. È stato inoltre dimostrato che i montatori meccanici specializzati e i saldatori sono più a rischio di cancro dell'apparato digerente e di leucemia se esposti a catrami di carbone e loro distillati.

## Applicazioni
Nel corso della storia il catrame è stato utilizzato per vari scopi, tra cui: collante, impermeabilizzante, lubrificante, combustibile, conservante del legno, come gomma da masticare (catrame di betulla) Ad oggi il catrame viene utilizzato:
- nella costruzione di tetti
- nella costruzione di strade
- nell'illuminazione
- nelle vernici
- nella produzione di composti idrorepellenti (es. catrame di Betula pubescens)
- conservante per il legno (es. catrame di Pinus elliottii o di Pinus nigra)
- oli essenziali
- aromi[51]
- profumi (es. catrame di Cedrus atlantica)
- adesivi (es. catrame di Betula pendula)
- disinfettanti
- nella produzione dei saponi antibatterici (es. catrame di Cassia fistula o di Azadirachta indica)
- combustibili (es. catrame di Eucalyptus sp.)
- nella produzione di medicinali
- repellenti per animali (es. catrame di Larix kaempferi)
- insetticidi
- anticorrosivi

## Impatto ambientale
Data la complessità del catrame e la sua tossicità, esso risulta particolarmente difficile da decomporre.

## Normativa e standard
- Decreto legislativo 12 gennaio 2016
- ISO 4387:2019 Cigarettes — Determination of total and nicotine-free dry particulate matter using a routine analytical smoking machine
- Regolamento (UE) 2024/2865 del Parlamento europeo e del Consiglio, del 23 ottobre 2024, che modifica il regolamento (CE) n. 1272/2008, relativo alla classificazione, all’etichettatura e all’imballaggio delle sostanze e delle miscele
- Regolamento (UE) n. 109/2012 della Commissione, del 9 febbraio 2012, recante modifica del regolamento (CE) n. 1907/2006 del Parlamento europeo e del Consiglio concernente la registrazione, la valutazione, l'autorizzazione e la restrizione delle sostanze chimiche (REACH) per quanto riguarda l'allegato XVII (sostanze CMR)
- Regolamento (CE) n. 451/2008 del Parlamento europeo e del Consiglio, del 23 aprile 2008, che definisce una nuova classificazione statistica dei prodotti associata alle attività (CPA) e abroga il regolamento (CEE) n. 3696/93 del Consiglio
- Regolamento (CE) n. 2065/2003 del Parlamento europeo e del Consiglio, del 10 novembre 2003, relativo agli aromatizzanti di affumicatura utilizzati o destinati ad essere utilizzati nei o sui prodotti alimentari
- Regolamento (CEE) n. 3576/92 del Consiglio, del 7 dicembre 1992, relativo alla definizione della nozione di «prodotto originario» applicabile per taluni prodotti minerari, delle industrie chimiche o delle industrie connesse, nel quadro di regimi preferenziali accordati dalla Comunità a paesi terzi